# Susan River (Mary River)
Der Susan River ist ein Fluss im Südosten des australischen Bundesstaates Queensland.

## Geographie
Der Fluss entspringt nördlich von Maryborough. Er fließt nach Osten, unterquert die Straße von Maryborough nach Hervey Bay und mündet bei River Heads in den Mary River, kurz bevor dieser die Great Sandy Strait erreicht. Der Susan River hat keine Nebenflüsse.

## Brücke
Die Straße von Maryborough nach Hervey Bay führt über die Susan River Bridge. Diese entstand 1977 und wird täglich von mehr als 10.000 Autos passiert. Erst 2009 erhielt sie ihren Namen.

## Fauna
2007 fand ein Fischer im Fluss einen ungewöhnlichen Armflosser. Der Fisch war der erste, dessen genetische Daten in einem internationalen Fischkatalog namens Fish Barcode of Life (FISH-BOL) vermerkt wurde. Dabei wendete man DNA-Barcoding an.